# Rue de Soissons
La rue de Soissons est une voie du quartier de la Villette, dans le 19e arrondissement de Paris.

## Situation et accès
La rue de Soissons est une petite rue située près du bassin de la Villette, à Paris, dans le 19e arrondissement. Longue de 65 mètres, elle relie le quai de la Seine à l’avenue de Flandre et n’est pas plantée.
La rue de Soissons est desservie par les lignes 2, 5 et 7 à la station Stalingrad.
Vélib'
- Station no 19003 de 24 places au 3, quai de la Seine

Voies croisées
- Avenue de Flandre
- Quai de la Seine

## Origine du nom

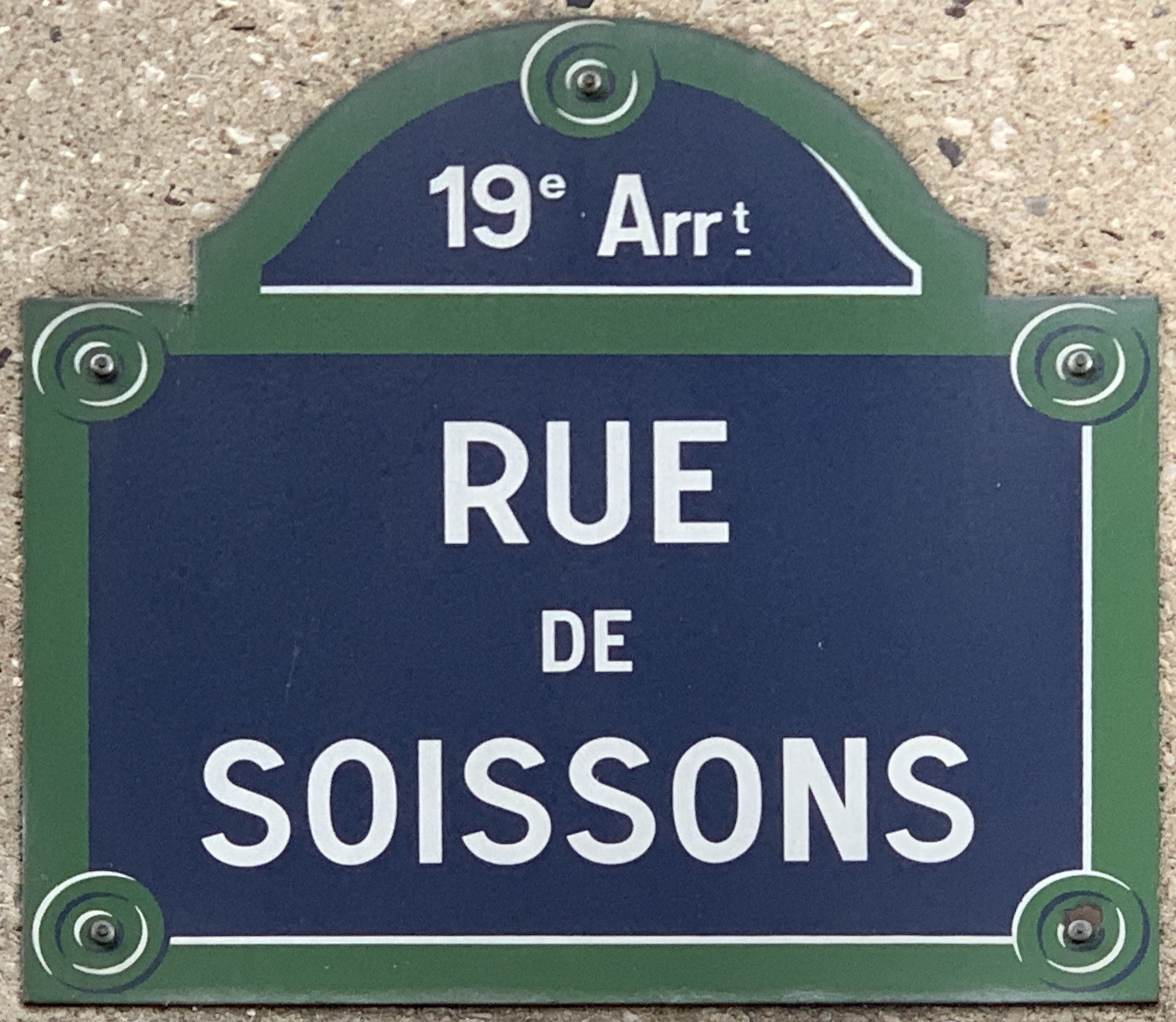
Plaque de la rue.

Cette voie porte le nom de la ville de Soissons dans le département de l'Aisne.

## Historique
Cette voie était précédemment une voie de l'ancienne commune de la Villette, dénommée « route départementale no 75 » par une ordonnance du 26 mars 1829. Elle est classée dans la voirie parisienne par un décret du 23 mai 1863 et prend sa dénomination actuelle par un arrêté du 17 août 1882.